# Собор Святой Троицы (Окленд)
Собор Святой Троицы (англ. Holy Trinity Cathedral) — англиканский храм, место поклонения в Парнелле, жилом пригороде Окленда, Новая Зеландия.

## История

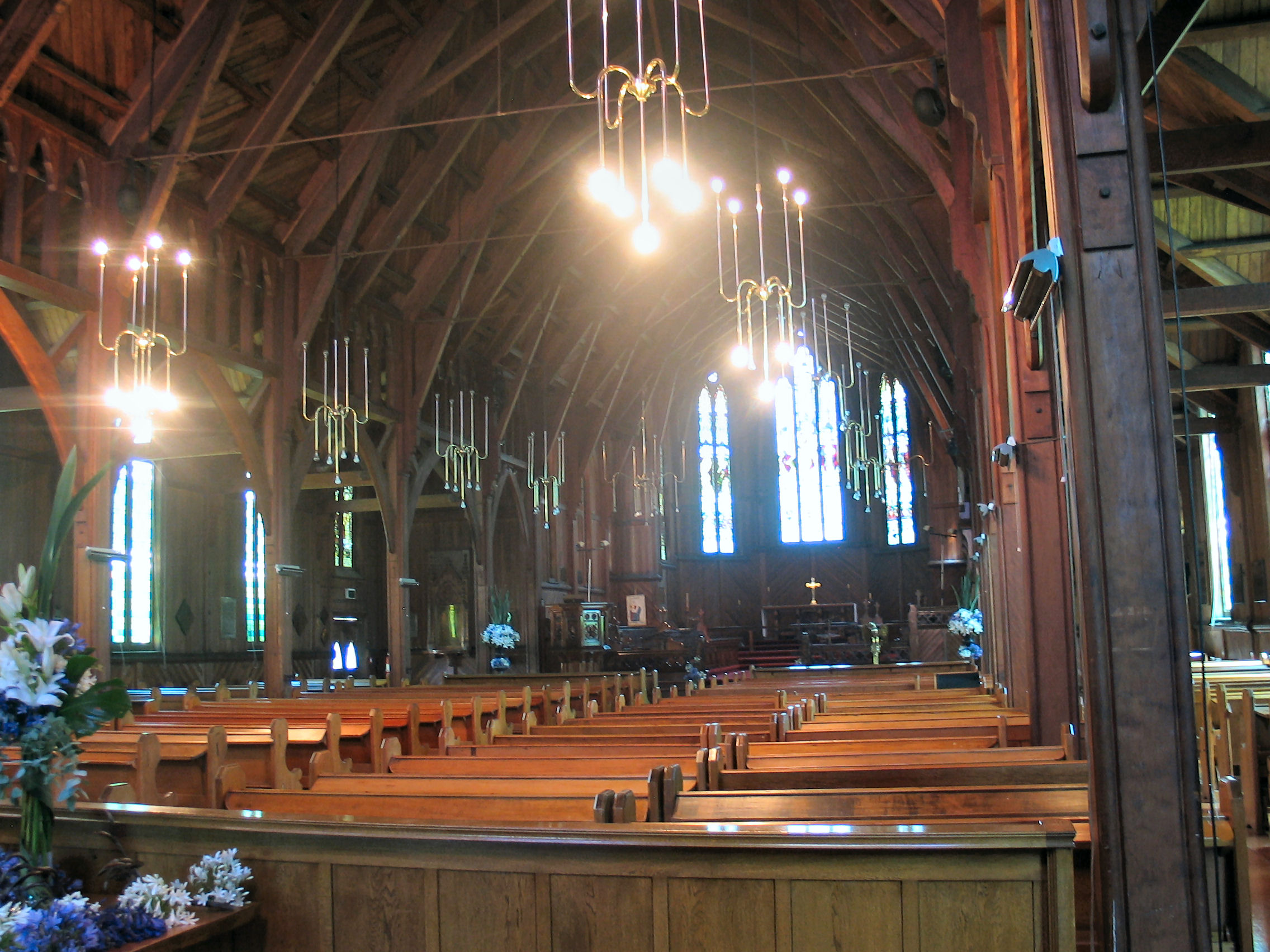
Внутренняя часть Церкви Св. Марии.

История храма начинается с середины XIX века. На протяжении нескольких веков здесь строились и разрушались разные церкви. Самой первой англиканской церковью в Окленде была церковь Св. Паула. В 1849 году здесь была сооружена церковь Св. Варнавы, которая позже была разрушена.
В 1860 году была основана церковь Св. Марии, но она была маленькая. В 1886 году старая церковь была снесена и на месте началось строительство новой церкви Св. Марии. Здание была спроектирована Бенджамином Маунтфортом в готическом стиле; строительство завершили в 1897 году. До 1973 года здесь находились кафедральный храм и главная англиканская церковь Окленда. В 1982 году церковь Св. Марии была перенесена из Парнелла на её нынешнее местоположение рядом с Кафедральным собором.
В 1973 году завершилось строительство свято-Троицкого Собора, фундамент которого был заложен в 1957 году.
Нынешний Собор Святой Троицы был спроектирован в 1991 году, а строительство завершилось к 1995 году. Архитектурный стиль здания отличается тем, что объединил в себе два совершенно разных стиля. Собор имеет остроконечную крышу с тремя пиками и двумя главными входами. Восточное и западное крыло отличается витражными окнами.